# Бендикс фон Алефелдт
Бендикс/Бенедикт фон Алефелдт (на немски: Bendix/Benedikt von Ahlefeldt; * 21 март 1650; † 19 април 1712 в Остераде в Шлезвиг-Холщайн) е благородник от род Алефелдт/Алефелд от Холщайн, господар на Остераде и Клувензик в Шлезвиг-Холщайн, кралски таен съветник и рицар на „ордена Данеброг“ (1709).
Той е син на Хенрик фон Алефелдт (1619 – 1702) и съпругата му Катарина фон Алефелдт (1624 – 1708), дъщеря на Фредерик фон Алефелдт, господар на Халвзьогаард (1594 – 1657) и Биргита Грегерсдатер фон Алефелдт-Халвзьогаард (ок. 1600 – 1632). Внук е на Бендикс/Бенедикт фон Алефелдт, господар на Хазелдорф (1593 – 1634) и Кристина фон Алефелдт (1589 – 1645).
Бендикс фон Алефелдт започва да следва през 1667 г. в Кил, през 1699 г. става държавен съветник, през 1705 г. таен съветник и получава на 28 август 1709 г. в дворец Фредериксборг „ордена Данеброг“.

## Фамилия
Бендикс фон Алефелдт е от първите два брак баща на 7 деца: 6 дъщери и 1 син.
Бендикс фон Алефелдт се жени през март 1677 г. за Катарина Хансдатер фон Бухвалд (* вер. 1644; † март 1685), дъщеря на Ханс Адолф фон Бухвалд († 1695) и Маргрета Вулфсдатер Бломе (1615 – 1672). Те имат децата:
- Катарина Кристина фон Алефелдт (* 5 януари 1678, Кил; † 4 декември 1718), омъжена на 28 юни 1699 г. за Волф Яспер фон Брокдорф, господар в Грос- и Кл. Нордзее (* 1 април 1673; † 19 февруари 1740)
- Берта Магдалена фон Алефелдт (* 1679; † 10 март 1755), монахиня
- Маргрета фон Алефелдт (* 1 мартт 1680, Остерраде; † 5 април 1720), омъжена 1708 г. за Конрад Лудвиг фон Ленте (* 3 февруари 1676, Берлин; † 3 януари 1735)
- Анна Мета фон Алефелдт (* 21 март 1682; † 29 декември 1743, Преетц, Пльон, Шлезвиг-Холщайн), омъжена на 8 януари 1709 г. за държавника Ханс фон Румор (* 10 декември 1675; † януари 1719)
- Хенрик фон Алефелдт (* 15 август 1685, Остераде; † 1 март 1707, Оденсе, Дания, погребан в църквата „Св. Николай“, Кил), следва в Кил (1703 – 1705) и в рицарската академия, 1707 камерюнкер.

Бендикс фон Алефелдт се жени втори път 1689 г. за Маргрета фон Брокдорф (1639 – 1694), вдовица на Хиронимус фон Тинен (1651 – 1686), дъщеря на Йоахим VII фон Брокдорф-Ролсторф (1607 – 1680) и Маргрета Сивертсдатер Погвиш (1616 – 1639). Те имат две дъщери:
- Доротея Елизабет фон Алефелдт (* 4 януари 1687; † вер. 1710), омъжена 1710 г. за Йоахим Дидрих фон Рантцау (* 30 август 1690; † 2 януари 1729)
- Аделхайд Бенедикта фон Алефелдт (* 1688; † 31 август 1731), омъжена на 19 март 1712 г. за фрайхер Яспар Вилхелм фон Меерхаймб (* 18 юни 1665; † 6 декември 1731)

Бендикс фон Алефелдт се жени трети път 1694 г. за София Ревентлов (* 11 юли 1658, Любек; † 19 юни 1731, Зещедт), вдовица на Ото фон Алефелдт, господар на Фрезенбург († 1681), дъщеря на
Дитлев Ревентлов (1600 – 1664) и Кристина фон Рантцау (1618 – 1688). Бракът е бездетен.